# Rizin Fighting Federation
La Rizin Fighting Federation, spesso abbreviata in Rizin FF, è un'organizzazione giapponese di arti marziali miste con sede a Tokyo, fondata dall'ex presidente del Pride Nobuyuki Sakakibara. Proprio per le numerose similitudini, la Rizin FF è spesso considerata una "rinascita" del Pride.
Il suo evento inaugurale si è tenuto al Saitama Super Arena il 29 dicembre 2015.

## Storia
La Rizin Fighting Federation è stata fondata nel settembre 2015 dall'imprenditore ed ex Presidente del Pride Nobuyuki Sakakibara, nel suo tentativo di ritornare nello scenario delle arti marziali miste e ricostruire la sua vecchia promozione. Sakakibara ha definito la nascita della sua nuova azienda come un "gesto per farsi perdonare da tutte le persone che aveva deluso" con la vendita del Pride alla società Zuffa nel 2007, in quanto aveva promesso a tutti i suoi soci e collaboratori che la sua attività non sarebbe cessata. Sin dalla scomparsa del Pride, il Paese è rimasto orfano di una grande organizzazione di MMA e sono stati numerosi i tentativi di formare una nuova grande organizzazione: la Dream, considerata allora la nuova frontiera di questo sport in Giappone, è chiusa in fallimento nel 2012 dopo soli quattro anni di attività.
Il nome della promozione deriverebbe da Raijin, dio del tuono e dei fulmini nella mitologia giapponese, per sottolineare come l'organizzazione sia un tentativo di "rialzarsi" dopo una catastrofe.
L'organizzazione ha iniziato sin da subito a far parlare di sé, tanto che il 19 settembre 2015 Sakakibara ha annunciato di aver messo sotto contratto il campione russo Fëdor Emel'janenko, una delle storiche bandiere del Pride. Nella stessa circostanza è stato promosso anche l'evento inaugurale della Rizin. Nel mese di ottobre Sakakibara in una conferenza stampa comunica la nascita ufficiale della Rizin, grazie alla sua collaborazione con Nobuhiko Takada e personale del defunto Pride.
L'evento inaugurale della Rizin si è tenuto al Saitama Super Arena il 29 dicembre 2015 ed ha visto la partecipazione dello stesso Emel'janenko nel main event principale. Alla card hanno preso parte anche alcuni noti lottatori come Shinya Aoki e Muhammed Lawal. Nel luglio 2016 viene annunciato un torneo openweight a sedici uomini da svolgersi a partire dal mese di settembre, il quale vede la partecipazione di vecchie stelle del Pride quali Mirko Cro Cop, Wanderlei Silva e Kazuyuki Fujita.